# Gaetano Castello
Gaetano Castello (* 8. května 1957 Neapol) je italský římskokatolický duchovní a pomocný biskup neapolské arcidiecéze.

## Život
Narodil se 8. května 1957 v Neapoli.
Vstoupil do kněžského semináře. Po teologickém studiu byl 16. října 1982 vysvěcen na kněze a inkardinován do diecéze Teramo-Atri. Získal licenciát z biblistiky a doktorát z dogmatické teologie. Od roku 1985 byl profesorem biblistiky na Papežské teologické fakultě Jižní Itálie, kde byl později děkanem i prezidentem.
Stal se biskupským delegátem pro ekumenismus a mezináboženský dialog či rektorem kostela Madonna del Carmine v San Giovanni a Teduccio. Zastával funkci spirituála arcibiskupského semináře. Roku 2007 byl jmenován biskupským vikářem pro evangelizaci a katechezi. Před jmenováním biskupem pokračoval ve své akademické činnosti.
Dne 27. září 2021 jej papež František jmenoval pomocným biskupem neapolské arcidiecéze a titulárním biskupem z Novæ. Biskupské svěcení přijal 31. října z rukou arcibiskupa Domenica Battaglii a spolusvětiteli byli biskup Antonio Di Donna a biskup Francesco Marino.